# DLG Group
DLG Group (Dansk Landbrugs Grovvareselskab) — датский сельскохозяйственный кооператив. Кроме Дании работает в Германии, Швеции и других странах. Основан в 1969 году, штаб-квартира расположена в Фредерисии.

## История
Группа DLG была образована в мае 1969 года в результате слияния нескольких кооперативов: Jysk Andels Foderstofforretning (JAF, основан в 1898 году), Øernes Andelsselskab for Indkøb af Foderstoffer (ØA, основан в 1901 году) и Dansk Andels-Gødningsforretning (DAG, основан в 1901 году). Позже было поглощено ещё несколько сельскохозяйственных кооперативов. В 1993 году была куплена компания Vilomix, немецкий производитель витаминных добавок для скота.
В 2007 году был куплен производитель сельскохозяйственной техники Kongskilde Industries с заводами в Польше и Швеции. Также в этом году была приобретена немецкая компания Hauptgenossenschaft Nord AG (HaGe), поставщик товаров для аграрного сектора. В 2013 году был приобретён контрольный пакет акций немецкой группы Team, занимающейся торговлей горючим и стройматериалами. В 2017 году Kongskilde Industries была продана компании CNH Industrial. В июле 2020 года штаб-квартира была перенесена из Копенгагена в Фредерисию. В 2021 году Team и HaGe были объединены в одну дочернюю структуру Team SE со штаб-квартирой в Фленсбурге.

## Деятельность
DLG Group — кооператив, который находится в собственности 30 тыс. датских фермеров. DLG работает в 18 странах, включая ряд стран Европы, Аргентину, Китай, Канаду и США. Выручка за 2024 год составила 60,7 млрд датских крон ($9,1 млрд), основными рынками были Германия (61 % выручки), Дания (32 %), Швеция (5 %), Франция (1 %).
Подразделения компании по состоянию на 2024 год:
- продовольствие — торговля зерном, производство и продажа комбикормов, семян, удобрений, пестицидов, яиц, цыплят и рапсового масла; 60 % выручки;
- энергетика — торговля нефтепродуктами, природным газом и электроэнергией, производство биодизеля; 31 % выручки;
- жильё — торговля стройматериалами в Германии; 9 % выручки.

## Дочерние компании
Основные дочерние компании:
- Vilofoss[англ.] — премиксы и минеральные добавки для скота (Дания);
- Team SE — торговля агропродукцией, горючим и стройматериалами (Германия);
- Svenska Foder — торговля зерном, снабжение комбикормами (Швеция);
- Sejet Plant Breeding — производство семян (Дания);
- DLG Food Oil — производство рапсового масла (Дания);
- DLG Service — снабжение фермеров электроэнергией и услугами связи, а также сеть фермерских магазинов Land & Fritid (в Дании) и Land & Freizeit (в Германии);
- Danæg — расфасовка яиц в Дании и Швеции;
- BioRefine Denmark — производство растительных белков;
- Dankalk — добыча извести;
- DanHatch — выведение цыплят;
- DLG Vet — снабжение ветеринарными препаратами;
- DCC Energy — торговля горючим в Дании под брендом Shell (совместное предприятие с ирландской компанией DCC plc[англ.]);
- Scandagra — торговля удобрениями и комбикормами в Прибалтике и Польше (совместное предприятие со шведской компанией Lantmännen[англ.]).